# Comuna Cerevkî, Mirhorod
Cerevkî (în ucraineană Черевки) este o comună în raionul Mirhorod, regiunea Poltava, Ucraina, formată din satele Bakumivka, Cerevkî (reședința), Novoselîțea, Prokopovîci, Radcenkove, Sajka și Skîdankî.

## Demografie
Componența lingvistică a comunei Cerevkî
     Ucraineană (97,82%)
     Rusă (2,01%)
Conform recensământului din 2001, majoritatea populației comunei Cerevkî era vorbitoare de ucraineană (97,82%), existând în minoritate și vorbitori de rusă (2,01%).